# Ekonomická mobilita
Ekonomická mobilita je schopnost jedince změnit svůj příjem či své bohatství. Sledováním ekonomické mobility pozorujeme, jak často a v jaké míře jedinci mění svoji ekonomickou třídu. Tento jev zahrnuje mnoho aspektů a dělí se na několik kategorií. Ekonomická mobilita se od sociální mobility liší, a to tím, že má užší předmět zkoumání. Pojem sociální mobilita popisuje pozice ve společnosti obecně, zatímco ekonomická mobilita se zaměřuje pouze na ekonomické stránky jedince.

## Druhy
Podle času se ekonomická mobilita rozděluje na intergenerační (mezi generacemi) a intragenerační (uvnitř jedné generace). Intragenerační ekonomická mobilita popisuje změnu ekonomické třídy v životě jednotlivce, zatímco intergenerační mobilita popisuje změnu ekonomické třídy napříč generacemi, především mezi rodiči a jejich potomky.
Dále je důležité rozlišovat mezi ekonomickou mobilitou absolutní a relativní. Ta absolutní vyjadřuje situaci, kdy se příjem jedince změní v absolutních číslech, například když dostane přidáno. Relativní ekonomická mobilita se nevztahuje na výši jedincova příjmu, ale na jeho umístění mezi ostatními. Představme si skupinu deseti lidí, kteří vydělávají od jedné do desíti korun. Pokud všem zdvojnásobíme plat, zaznamenáme pozitivní absolutní ekonomickou mobilitu. Jejich relativní mobilita zůstane stejná, jelikož jejich vzájemné umístění v žebříčku platů se nezměnilo.

## Způsoby měření

### Změnou ekonomických proměnných v čase
Při měření ekonomické mobility se využívají různé ekonomické proměnné. Mezi hlavní patří příjem a bohatství. Tyto údaje nám pomáhají odhalit změnu ekonomické třídy jednotlivých osob. Můžeme například sledovat jedince, jehož příjem po dokončení studia mírně vzroste, ale zůstává napříč životem víceméně konstantní. Pokud bychom měli skupinu sestavenou z podobných jedinců, poznamenali bychom, že tato skupina se vyznačuje nízkou mírou ekonomické mobility.

### Změnou mezi skupinami
Při pozorování míry ekonomické mobility není nutné pozorovat jednotlivce odděleně. Velká část výzkumu se snaží zjistit, jestli existuje nějaká souvislost mezi příslušností k nějaké skupině a ekonomickou třídou. Často se takto dělí lidé dle místa bydliště, vzdělání či rasy. Do tohoto způsoby měření lze také zahrnout intergenerační mobilitu, kdy spojujeme rodiče s potomky.

## Faktory ovlivňující ekonomickou mobilitu

### Ekonomická nerovnost a ekonomická mobilita
Ekonomická mobilita je spjatá mimo jiné s ekonomickou nerovností. Ve společnostech s vysokou mírou ekonomické nerovnosti je větší prostor pro změnu ekonomické třídy, zatímco ve společnosti která je plně rovná by tento pojem ztratil smysl.
„Rostoucí příjmová nerovnost je asociována s posílením důležitosti příjmu rodičů pro příjem dětí. Především je z důkazů zřejmé, že vyšší příjmová nerovnost snižuje intergenerační příjmovou mobilitu, pokud započteme chyby v měření vzešlé z mezistátní migrace.“

### Vzdělání a ekonomická mobilita
Vzdělání je důležitým faktorem určujícím ekonomickou mobilitu a také významným prostředkem k jejímu růstu.
„Titul z univerzity je čím dál tím více lístkem pro zlepšení či zachování relativní ekonomické pozice jednotlivce v ekonomice.“